# Jüri Järvet
Jüri Järvet (in russo Ю́ри Евге́ньевич Я́рвет?, Juri Evgen'evič Jarvet; Tallinn, 18 giugno 1919 – Tallinn, 5 luglio 1995) è stato un attore estone.

## Biografia
È noto, in Occidente, soprattutto per aver interpretato, nel 1972, il ruolo del dottor Snaut nel film "Solaris" di Andrej Tarkovskij. Ma risale all'anno precedente la sua enorme fama in Unione Sovietica, grazie al ruolo di Re Lear, nell'omonimo film in bianco e nero di Grigorij Kozincev (già regista di Don Chisciotte con Nikolaj Čerkasov e Amleto con Innokentij Smoktunovskij), film che si avvaleva della traduzione in russo di Boris Pasternak e la colonna sonora di Dmitrij Šoštakovič.  

## Filmografia parziale
- Re Lear (1971)
- Solaris, regia di Andrej Tarkovskij (1972)
- Hukkunud Alpinisti hotell, regia di Grigori Kromanov (1979)
- Rahu tänav (1991)